# Вишмонтув
Вишмонтув (пол. Wyszmontów) — село в Польщі, у гміні Ожарув Опатовського повіту Свентокшиського воєводства.
Населення — 454 особи (2011).
У 1975—1998 роках село належало до Тарнобжезького воєводства.

## Демографія
Демографічна структура на день 31 березня 2011 року:
|          | Загалом | Допрацездатний вік | Працездатний вік | Постпрацездатний вік |
| -------- | ------- | ------------------ | ---------------- | -------------------- |
| Чоловіки | 218     | 57                 | 135              | 26                   |
| Жінки    | 236     | 56                 | 126              | 54                   |
| Разом    | 454     | 113                | 261              | 80                   |